# Aeroportul Okha
Aeroportul Okha (IATA: OHH, ICAO: UHSH) este un aeroport din Oha, Gorodskoi okrug «Ohinskii»⁠(d), Regiunea Sahalin, Rusia. Aeroportul a fost tranzitat în 2021 de 33.500 de pasageri. A fost deschis în 1971.
Situat la o altitudine de 36 m, aeroportul dispune de o singură pistă.